# منتخب بوركينا فاسو لكرة القدم للسيدات
منتخب بوركينا فاسو لكرة القدم للسيدات (بالفرنسية: Équipe du Burkina Faso féminine de football)‏ هو ممثل بوركينا فاسو الرسمي في المنافسات الدولية في كرة القدم للسيدات، يديريه اتحاد بوركينا فاسو لكرة القدم.